# Argente (kommun)
Argente är en kommun i Spanien.   Den ligger i provinsen Provincia de Teruel och regionen Aragonien, i den östra delen av landet, 210 km öster om huvudstaden Madrid. Antalet invånare är 224. Arean är 69 kvadratkilometer. Argente gränsar till Aguatón.
Terrängen i Argente är platt åt nordost, men åt sydväst är den kuperad.